# Lexy
Lexy és un municipi francès situat al departament de Meurthe i Mosel·la i a la regió del Gran Est. L'any 2007 tenia 2.840 habitants.

## Demografia

### Població
El 2007 la població de fet de Lexy era de 2.840 persones. Hi havia 1.229 famílies, de les quals 306 eren unipersonals (120 homes vivint sols i 186 dones vivint soles), 487 parelles sense fills, 357 parelles amb fills i 79 famílies monoparentals amb fills.
La població ha evolucionat segons el següent gràfic:
Habitants censats

### Habitatges
El 2007 hi havia 1.271 habitatges, 1.236 eren l'habitatge principal de la família, 4 eren segones residències i 31 estaven desocupats. 985 eren cases i 280 eren apartaments. Dels 1.236 habitatges principals, 900 estaven ocupats pels seus propietaris, 322 estaven llogats i ocupats pels llogaters i 14 estaven cedits a títol gratuït; 6 tenien una cambra, 64 en tenien dues, 126 en tenien tres, 284 en tenien quatre i 756 en tenien cinc o més. 1.015 habitatges disposaven pel capbaix d'una plaça de pàrquing. A 584 habitatges hi havia un automòbil i a 543 n'hi havia dos o més.

### Piràmide de població
La piràmide de població per edats i sexe el 2009 era:
| Homes | Edats   | Dones |
| ----- | ------- | ----- |
| 0     | 95 o +  | 0     |
| 8     | 90 a 94 | 0     |
| 4     | 85 a 89 | 8     |
| 24    | 80 a 84 | 12    |
| 24    | 75 a 79 | 48    |
| 72    | 70 a 74 | 80    |
| 100   | 65 a 69 | 104   |
| 132   | 60 a 64 | 120   |
| 60    | 55 a 59 | 56    |
| 128   | 50 a 54 | 132   |
| 88    | 45 a 49 | 112   |
| 124   | 40 a 44 | 120   |
| 124   | 35 a 39 | 136   |
| 116   | 30 a 34 | 116   |
| 120   | 25 a 29 | 64    |
| 72    | 20 a 24 | 36    |
| 80    | 15 a 19 | 88    |
| 88    | 10 a 14 | 124   |
| 92    | 5 a 9   | 68    |
| 60    | 0 a 4   | 76    |

## Economia
El 2007 la població en edat de treballar era de 1.859 persones, 1.298 eren actives i 561 eren inactives. De les 1.298 persones actives 1.206 estaven ocupades (670 homes i 536 dones) i 91 estaven aturades (52 homes i 39 dones). De les 561 persones inactives 179 estaven jubilades, 177 estaven estudiant i 205 estaven classificades com a «altres inactius».

### Ingressos
El 2009 a Lexy hi havia 1.254 unitats fiscals que integraven 2.930,5 persones, la mediana anual d'ingressos fiscals per persona era de 20.144 €.

### Activitats econòmiques
Dels 98 establiments que hi havia el 2007, 2 eren d'empreses extractives, 1 d'una empresa alimentària, 6 d'empreses de fabricació d'altres productes industrials, 15 d'empreses de construcció, 26 d'empreses de comerç i reparació d'automòbils, 5 d'empreses de transport, 5 d'empreses d'hostatgeria i restauració, 3 d'empreses financeres, 4 d'empreses immobiliàries, 7 d'empreses de serveis, 16 d'entitats de l'administració pública i 8 d'empreses classificades com a «altres activitats de serveis».
Dels 35 establiments de servei als particulars que hi havia el 2009, 1 era una oficina de correu, 1 una oficina bancària, 3 funeràries, 6 tallers de reparació d'automòbils i de material agrícola, 1 taller d'inspecció tècnica de vehicles, 2 paletes, 3 guixaires pintors, 1 fusteria, 6 lampisteries, 3 electricistes, 4 perruqueries, 3 restaurants i 1 saló de bellesa.
Dels 11 establiments comercials que hi havia el 2009, 1 era un hipermercat, 1 una botiga de més de 120 m², 1 una botiga de menys de 120 m², 1 una fleca, 1 una peixateria, 1 una llibreria, 2 botigues de mobles, 1 una botiga de material de revestiment de parets i terra i 2 floristeries.
L'any 2000 a Lexy hi havia 7 explotacions agrícoles que ocupaven un total de 294 hectàrees.

## Equipaments sanitaris i escolars
El 2009 hi havia 1 farmàcia i 2 ambulàncies.
El 2009 hi havia 1 escola maternal i 1 escola elemental. Lexy disposava d'un col·legi d'educació secundària amb 487 alumnes.

## Poblacions més properes
El següent diagrama mostra les poblacions més properes.